# Халькогени
| H  |    |    |    |    |    |    |    |    |    |    |    |    |    |    |    |    | He |  |
| Li | Be |    |    |    |    |    |    |    |    |    |    | B  | C  | N  | O  | F  | Ne |  |
| Na | Mg |    |    |    |    |    |    |    |    |    |    | Al | Si | P  | S  | Cl | Ar |  |
| K  | Ca | Sc | Ti | V  | Cr | Mn | Fe | Co | Ni | Cu | Zn | Ga | Ge | As | Se | Br | Kr |  |
| Rb | Sr | Y  | Zr | Nb | Mo | Tc | Ru | Rh | Pd | Ag | Cd | In | Sn | Sb | Te | I  | Xe |  |
| Cs | Ba | *  | Hf | Ta | W  | Re | Os | Ir | Pt | Au | Hg | Tl | Pb | Bi | Po | At | Rn |  |
| Fr | Ra | ** | Rf | Db | Sg | Bh | Hs | Mt | Ds | Rg | Cn | Nh | Fl | Mc | Lv | Ts | Og |  |
| -- | -- | -- | -- | -- | -- | -- | -- | -- | -- | -- | -- | -- | -- | -- | -- | -- | -- |  |
|    |    |    |    |    |    |    |    |    |    |    |    |    |    |    |    |    |    |  |
|    |    | *  | La | Ce | Pr | Nd | Pm | Sm | Eu | Gd | Tb | Dy | Ho | Er | Tm | Yb | Lu |  |
|    |    | ** | Ac | Th | Pa | U  | Np | Pu | Am | Cm | Bk | Cf | Es | Fm | Md | No | Lr |  |

| Група 16 періодичної таблиці (Халькогени) |

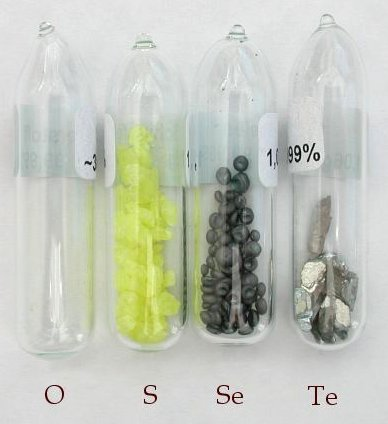
Халькогени

Халькоге́ни або халькоґе́ни — елементи групи 16 за номенклатурою IUPAC, або, за старою класифікацією, головної підгрупи (або підгрупи кисню) VI групи періодичної системи елементів.
До халькогенів, крім кисню (O), належать сірка (S), селен (Se), телур (Te), полоній (Po) та синтетично отриманий ліверморій (Lv). Як правило оксиген та оксиди халькогенами не називають.
Назва халькоген походить з грецької мови та означає «рудотвірні».

## Загальна характеристика
Атоми халькогенів мають зовнішню s2p4-оболонку. На відміну від кисню сірка, селен, телур і полоній можуть проявляти валентності не тільки 2, а й 4 та 6. Як і кисень, всі інші халкогени у сполуках з металами й воднем проявляють ступінь окиснення −2, оскільки до заповнення зовнішньої електронної оболонки їхніх атомів бракує два електрони.
Для кисню відомі тільки дві алотропні видозміни: О—О (О2) та О—О—О (озон). Оскільки атоми сірки, селену і телуру при збудженні можуть мати до шести неспарених електронів, вони мають більше двох алотропних видозмін.
При переході від сірки до полонію радіуси атомів збільшуються і зменшуються їхні електронегативності та послаблюється здатність проявляти негативні ступені окислення.

## Поширення у природі
Найпоширенішим халькогеном у природі є сірка. Вона зустрічається як у вільному стані, так і у вигляді різних сполук: сульфіди (ґаленіт, пірит, стибіаніт, кіновар), сірководень, сульфати (барит, гіпс, мірабіліт, целестин), білкові речовини.
Селен, телур і полоній відносяться до рідкісних елементів. Полоній зустрічається в уранових рудах. Селен і телур зустрічаються у самородному стані, а частіше у вигляді сполук з металами — селенідів та телуридів.

## Фізичні властивості
За звичайних умов сірка, селен, телур і полоній — тверді, крихкі речовини з молекулярною (сірка та селен) або металічною (телур і полоній) просторовивими ґратками. Сірка — типовий діелектрик. За своїм блиском телур і полоній найбільш схожі з металами.

## Хімічні властивості
Сірка, селен і телур стійки на повітрі за звичайних умов і не розчиняються у воді. У хімічних реакціях вони ведуть себе як неметали, здатні сполучатись з металами з утворенням халькогенідів. Лужні метали з халькогенами сполучаються при кімнатній температурі, а інші — при нагріванні.

## Галерея

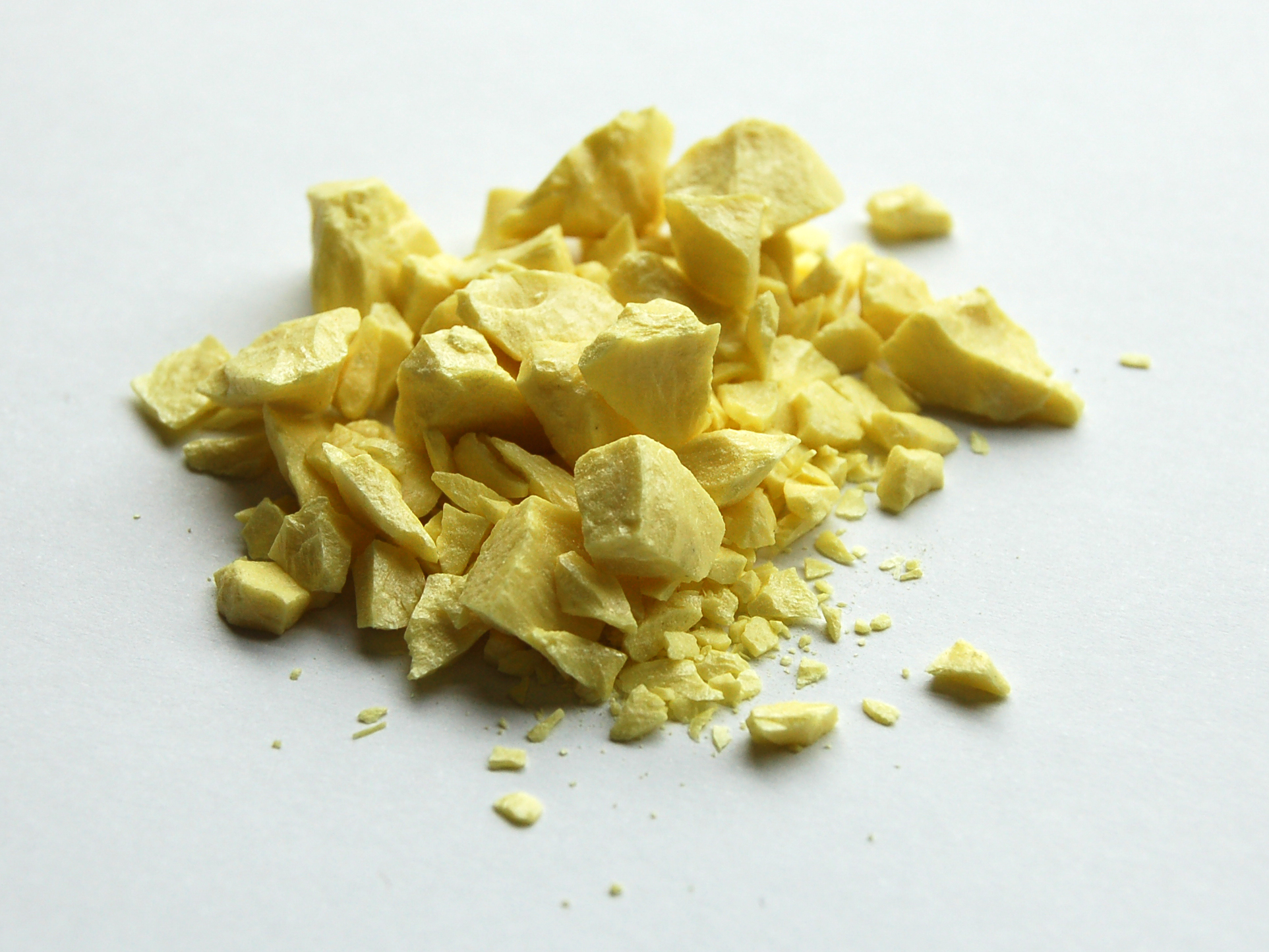
Сірка
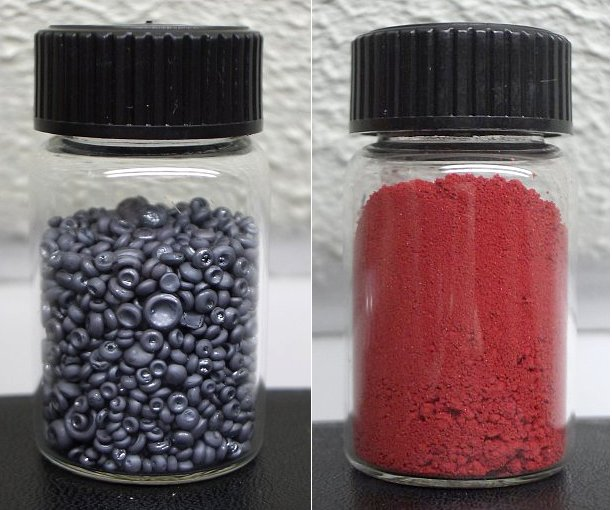
Чорний та червоний селен
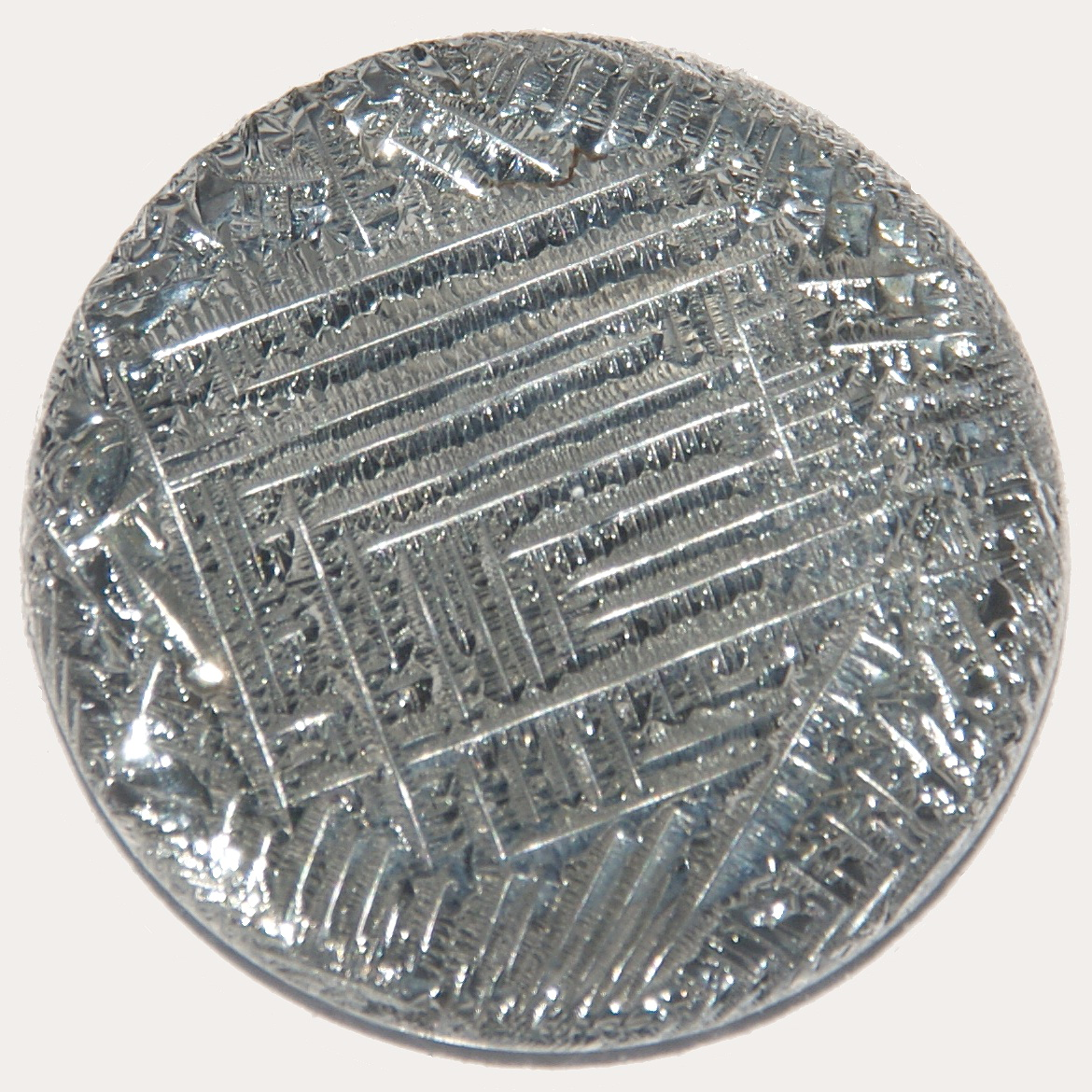
Металічний телур, діаметр 3,5 см